# Glaciar Amarillo
El glaciar Amarillo es una masa de hielo ubicada en la zona cordillerana de la comuna de Alto del Carmen, Provincia de Huasco, en la Región de Atacama. 
El inventario público de glaciares de Chile 2022 lo caracteriza glaciarete de montaña con un área de 0,23 km² y a una altitud de 5212, 5354 y 5104 m s. n. m. (media, máxima y mínima). Su código en el inventario es CL103803076@. La parte chilena descarga a la cuenca del río Huasco.
(No debe ser confundido con el glaciar El Amarillo del volcán Michinmahuida en el sur de Chile.)